# Ашко Димитриев
Ашко Димитриев е участник в Руско-турската война (1877 – 1878), опълченец в Българското опълчение.

## Биография
Ашко (Атанас) Димитриев е роден в Кюстендил. След обявяване на Руско-турската война (1877 – 1878) постъпва в Българското опълчение, в IV Опълченска дружина, 3-та рота на 29 април 1877 година. Уволнен е на 25 април 1878 година, след завършване на войната.